# Georges Beghin
Georges Louis Beghin , né à Cuesmes, le 21 avril 1912 et y décédé le 28 septembre 1974 est un homme politique belge francophone libéral.

## Biographie
Il est médecin.
Il est échevin à Braine-le-Comte, membre du parlement,, et conseiller provincial de la province de Hainaut.